# Phyciodes mcdunnoughi
Phyciodes mcdunnoughi är en fjärilsart som beskrevs av Gunder 1928. Phyciodes mcdunnoughi ingår i släktet Phyciodes och familjen praktfjärilar. Inga underarter finns listade i Catalogue of Life.